# Бобровский, Михаил Кириллович
Михаи́л Кири́ллович Бобро́вский (8 [19] ноября 1784, Вулька-Выгоновска, Корона Королевства Польского — 21 сентября [3 октября] 1848, Шерешево, Гродненская губерния) — славист, востоковед и богослов, исследователь старинных славянских рукописей и старопечатных кириллических изданий, доктор богословия (1823), каноник Брестского капитула (1817).
Владел белорусским языком, за который считал подляшский диалект без «аканья», «дзеканья», «цеканья», с мягкими «дь» и «ть» и полными окончаниями инфинитивов, например «ходити».

## Биография
Происходил из старинного белорусского шляхетского рода; родился в семье униатского священника. Образование получил в пиарском училище в Дрогичине, гимназии в Белостоке (окончил в 1806 году) и Главной духовной семинарии при Виленском университете (окончил в 1812 году). С 1817 года — брестский каноник.
В 1817—1822 годах в научной командировке от Виленского университета совершенствовался в заграничных университетах, посетил славянские земли, Францию и Италию и вывез оттуда значительное число книг на разных славянских наречиях, которые он продал потом Виленской римско-католической семинарии.
В 1822—1824 годах и после перерыва с 1826 года — профессор экзегетики и герменевтики Виленского университета. В связи со следствием, проводившимся Н. Н. Новосильцевым по делу тайных студенческих обществ филоматов и филаретов, был вместе с профессорами Ю. Голуховским, И. Даниловичем, И. И. Лелевелем отстранён от преподавания и выслан из Вильны.
С 1824 года пребывал в ссылке в базилианском монастыре в Жировицах.
С 1833 года жил в местечке (ныне городской посёлок) Шерешёво Пружанского уезда (ныне Пружанский район Брестской области), где получил приход. Умер от холеры.

## Научная деятельность

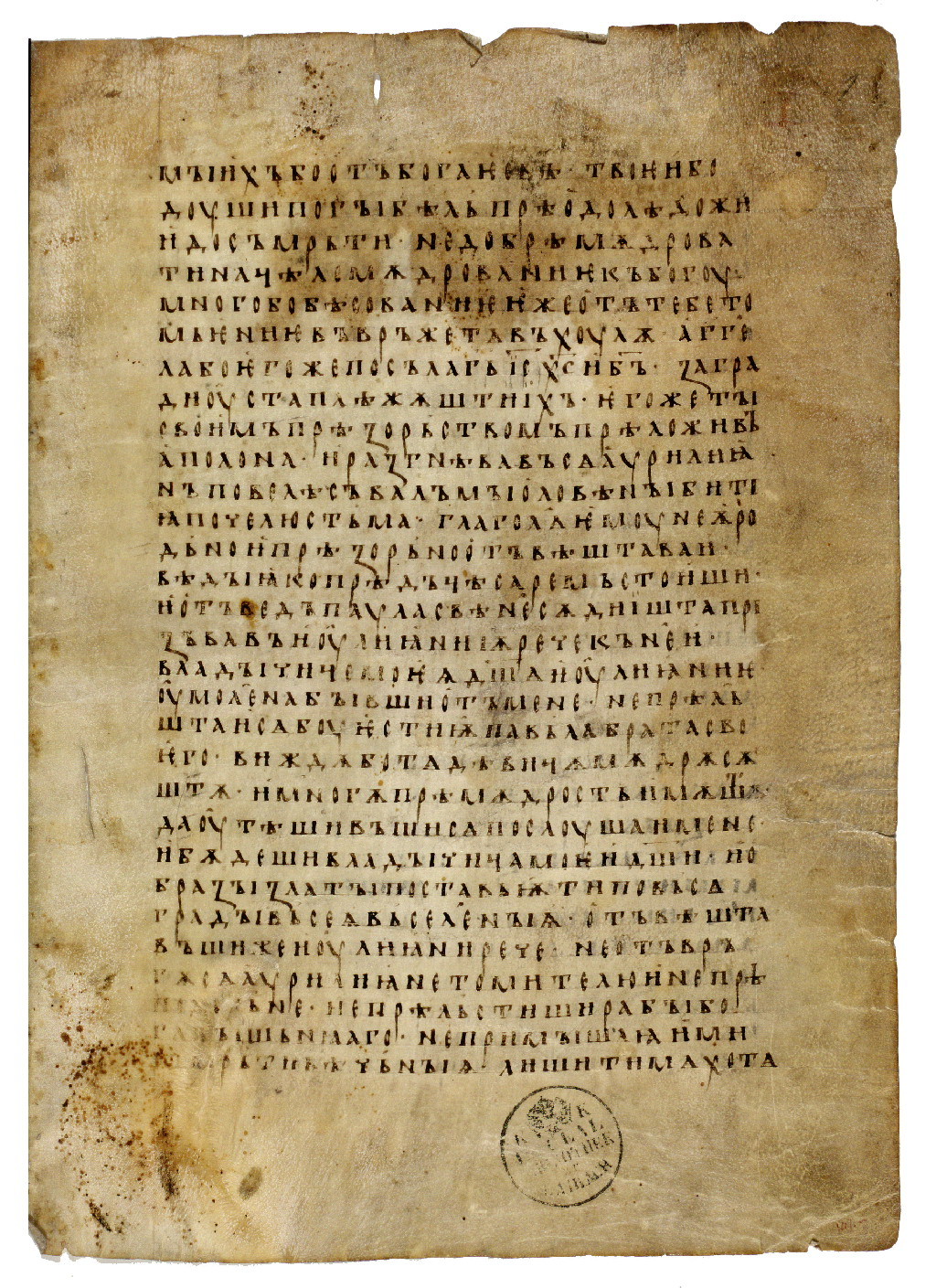
Супрасльская рукопись

Ещё гимназистом заинтересовался архивом и библиотекой Супрасльского монастыря близ Белостока, где в 1822 году обнаружил Супрасльский сборник — важный кириллический памятник церковнославянского языка. Бобровский сообщил об этом А. Х. Востокову, который в 1825 году напечатал результаты своих исследований. Часть рукописи (118 листов) попала к Е. Копитару и хранится в Любляне; она была издана Ф. Миклошичем под названием «Monumenta linguae paleoslovenicæ e codice Supraslensi» (Вена, 1851). Часть (две тетради) хранится в Российской национальной библиотеке; остальная часть попала в библиотеку графов Замойских в Варшаве и хранится ныне в Национальной библиотеке Польши.
Собирал материалы о деятельности Швайпольта Фиоля, Франциска Скорины, Ивана Фёдорова и Петра Мстиславца. Составил научное описание древних кириллических и глаголических памятников словесности, хранящихся в Ватиканской библиотеке. Ввёл в научный оборот ряд важных памятников истории и культуры.
За свои научные труды Бобровский был избран членом Археологической академии в Риме, Азиатского общества в Париже и Лондоне, Общества истории и древностей Российских при Московском университете.

## Труды
- много мелких статей в «Dziennik Wileński» 1824—1826
- Wyobrażenie nauki Pisma św., jej części i literatury (в «Dzieje dobroczynności Krajowej i zagranicznej», 1823)
- «Archeologia biblica» (Вильно, 1829)
- «Wiadomość historiczna o Universytecie Wileńskim» (1828)

## Семья
Отец — униатский священник Кирилл Бобровский (1740/41—7 (19) июля 1824), мать — Анна (из рода Крупских).
Брат — Осип (Иосиф) Кириллович Бобровский (до 1784—1843) ― профессор Виленского университета, доктор философии и магистр права. После его скоропостижной смерти М. К. Бобровский взял на себя заботы о его осиротевшей семье (вдове и двух сыновьях — Павле и Михаиле).
Один из племянников, воспитанных М. К. Бобровским, — Павел Осипович Бобровский (1832—1905) — генерал от инфантерии, военный юрист и историк, этнограф, сенатор.